# Universidad de Seúl
La Universidad de Seúl es una universidad pública ubicada en Dongdaemun-gu, Seúl, Corea del Sur. Fue fundada como Kyung Sung Colegio Público Agrícola en 1918 y pasó a llamarse Universidad de Seúl en 1997. UOS es uno de los mejores 3 universidades sin la facultad de medicina en Corea en 2012. UOS el puesto 14 en las universidades medianas de Asia en 2014, que fue el segundo lugar en Corea del Sur. UOS se informó la mejor universidad pública de valor en Corea, con la proporción más baja de estudiantes a la facultad, la inversión financiera más alto por estudiante, y la tasa más alta de los becarios. Estudiantes afinidad a la escuela se ubicó en el primer lugar y la satisfacción de los estudiantes se encuentra en el segundo de acuerdo a una encuesta de 2010. UOS es famoso por un gran número de antiguos alumnos que trabajan como funcionarios del gobierno nacional o municipal. UOS está especializada en la Facultad de Ciencias Urbana y tiene programas de primer nivel de la ingeniería ambiental, la tributación y la administración urbana.

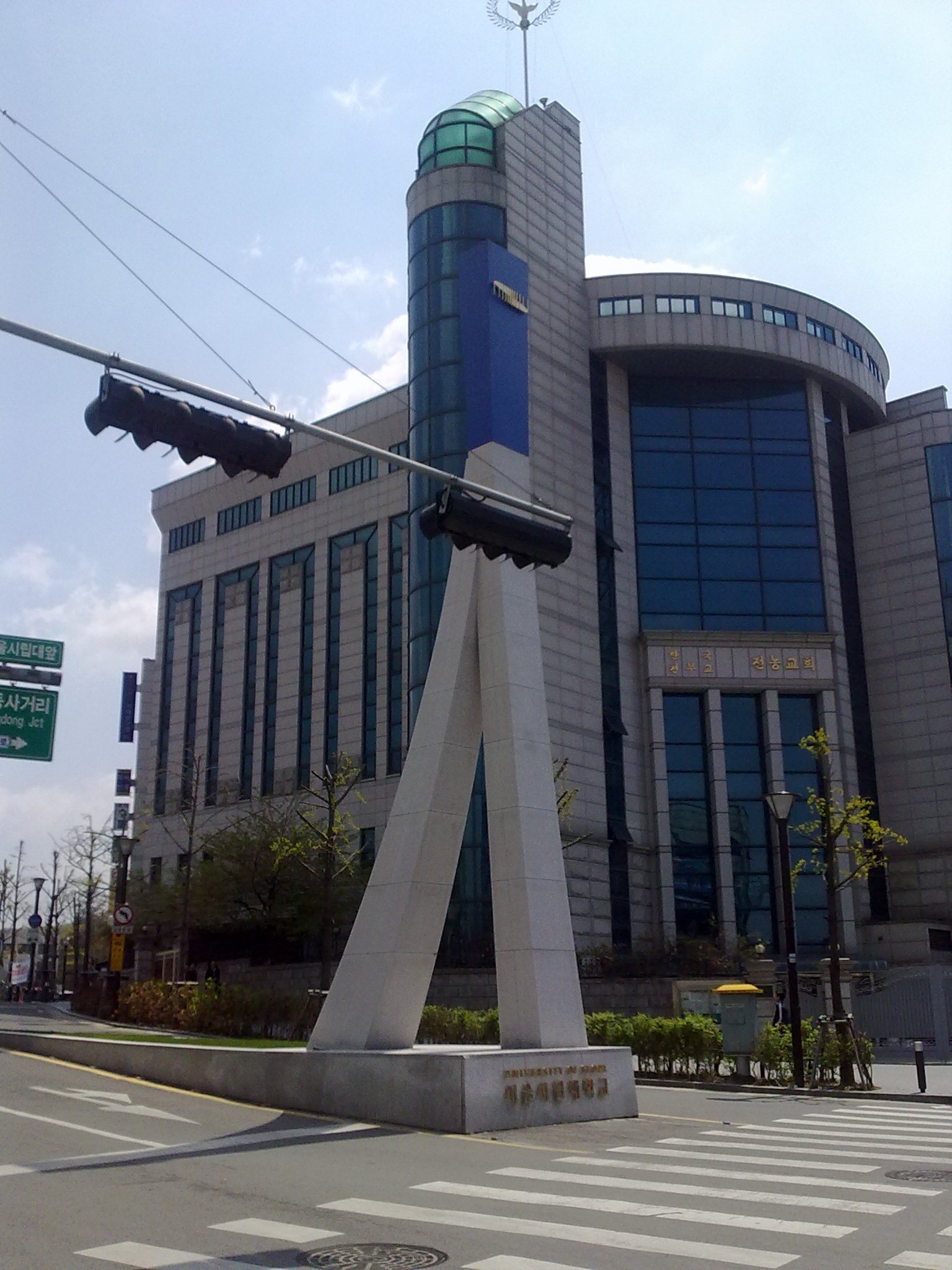
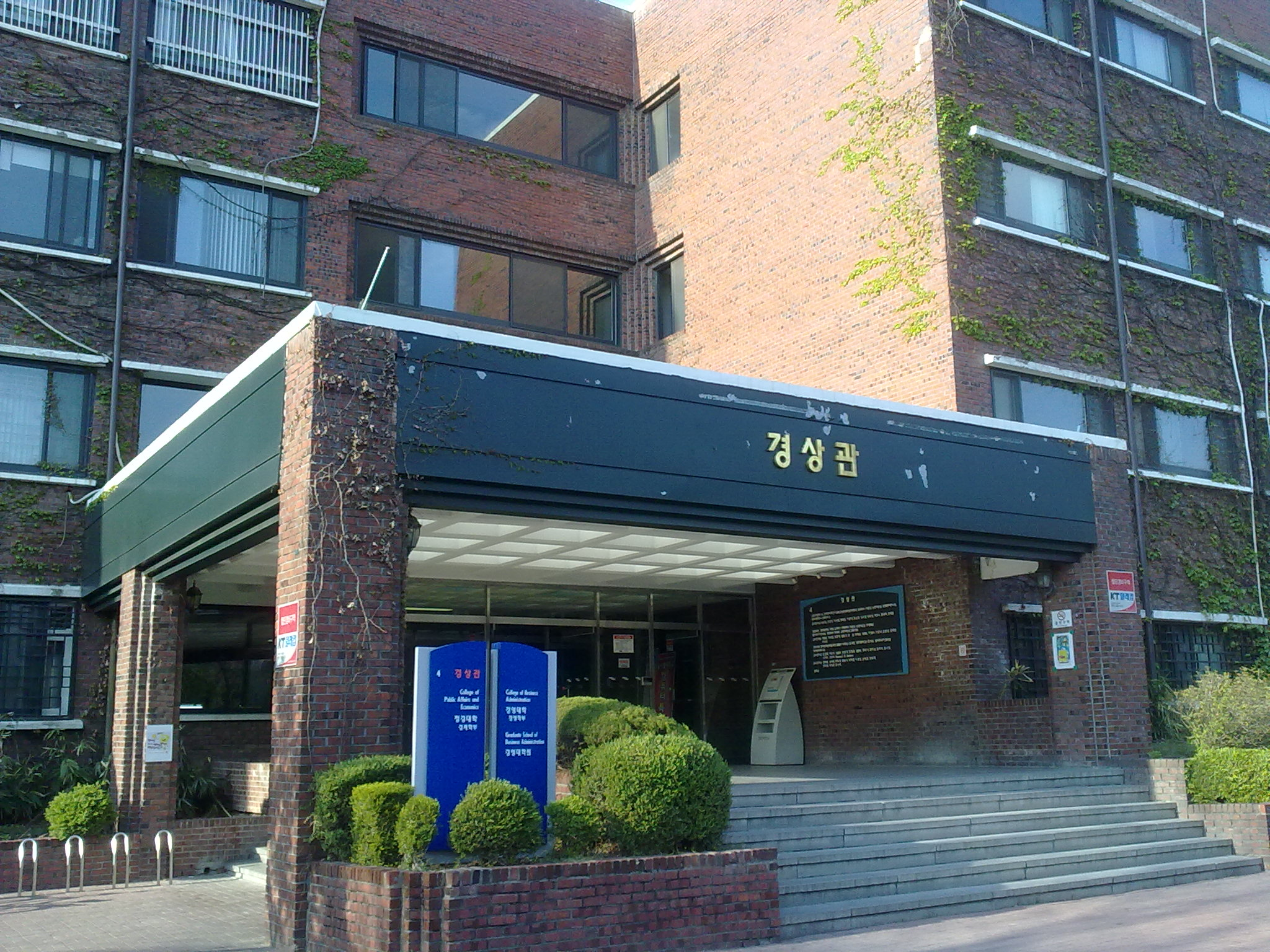
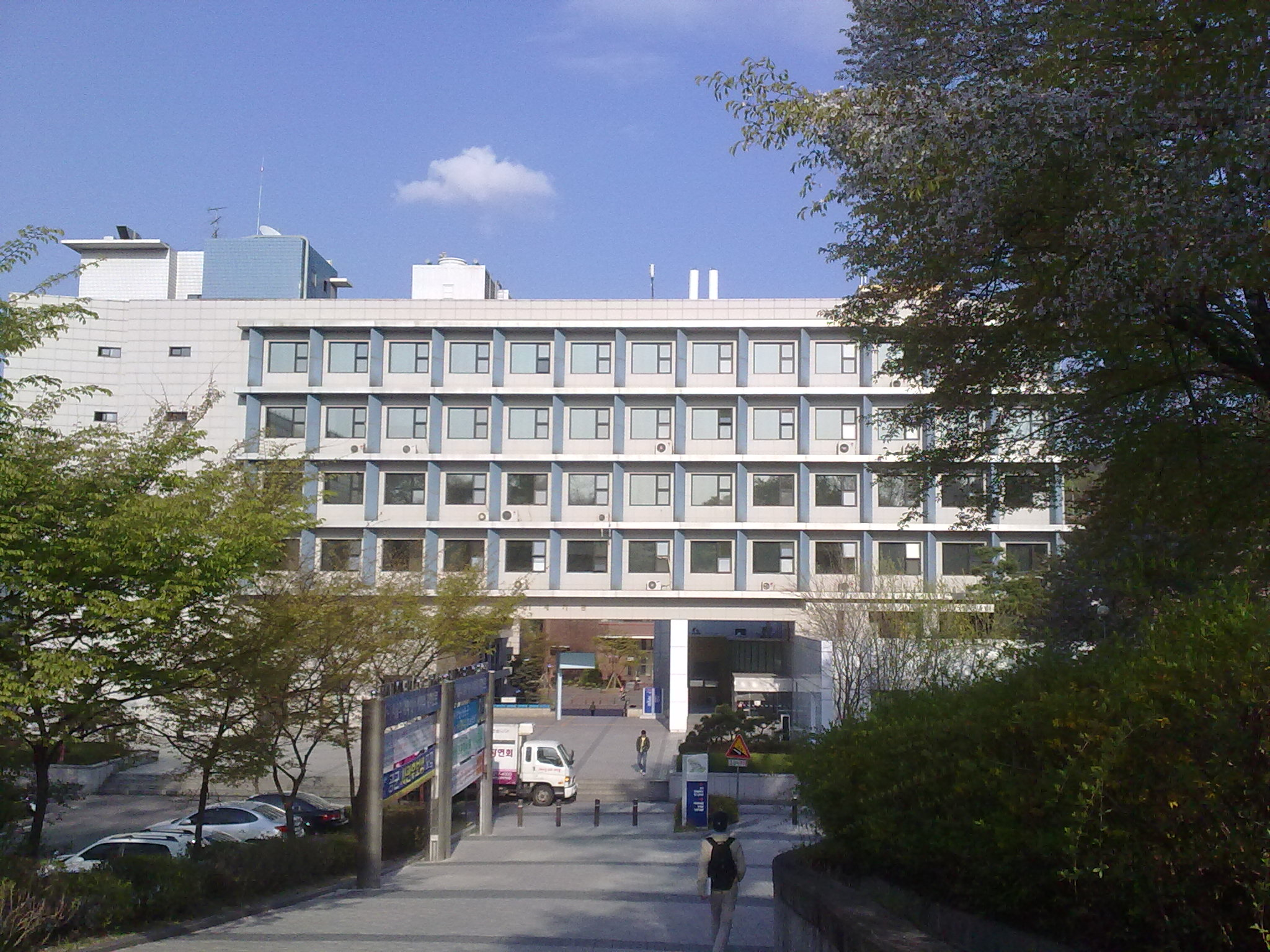